# Hewlett-Packard Interface Loop

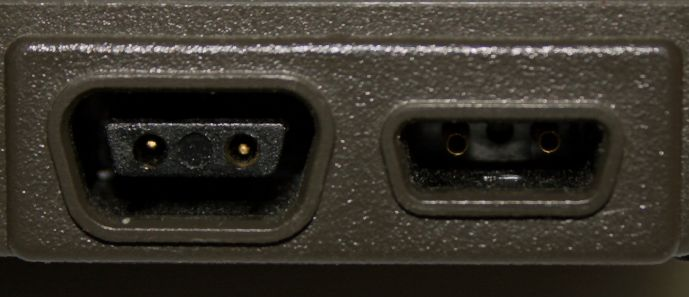
Anschlussstecker der Hewlett-Packard Interface Loop

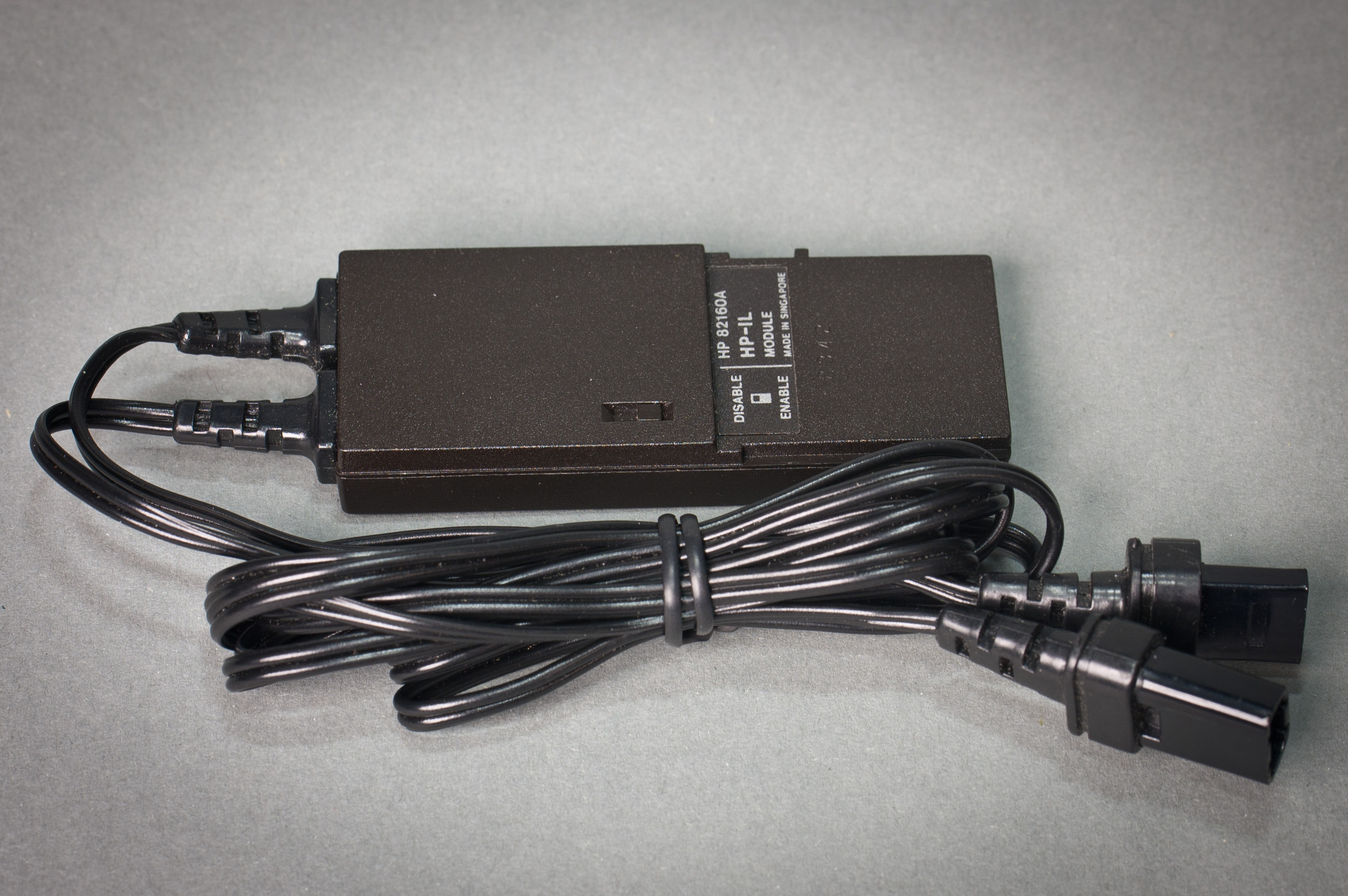
HP-IL Modul für den HP-41C

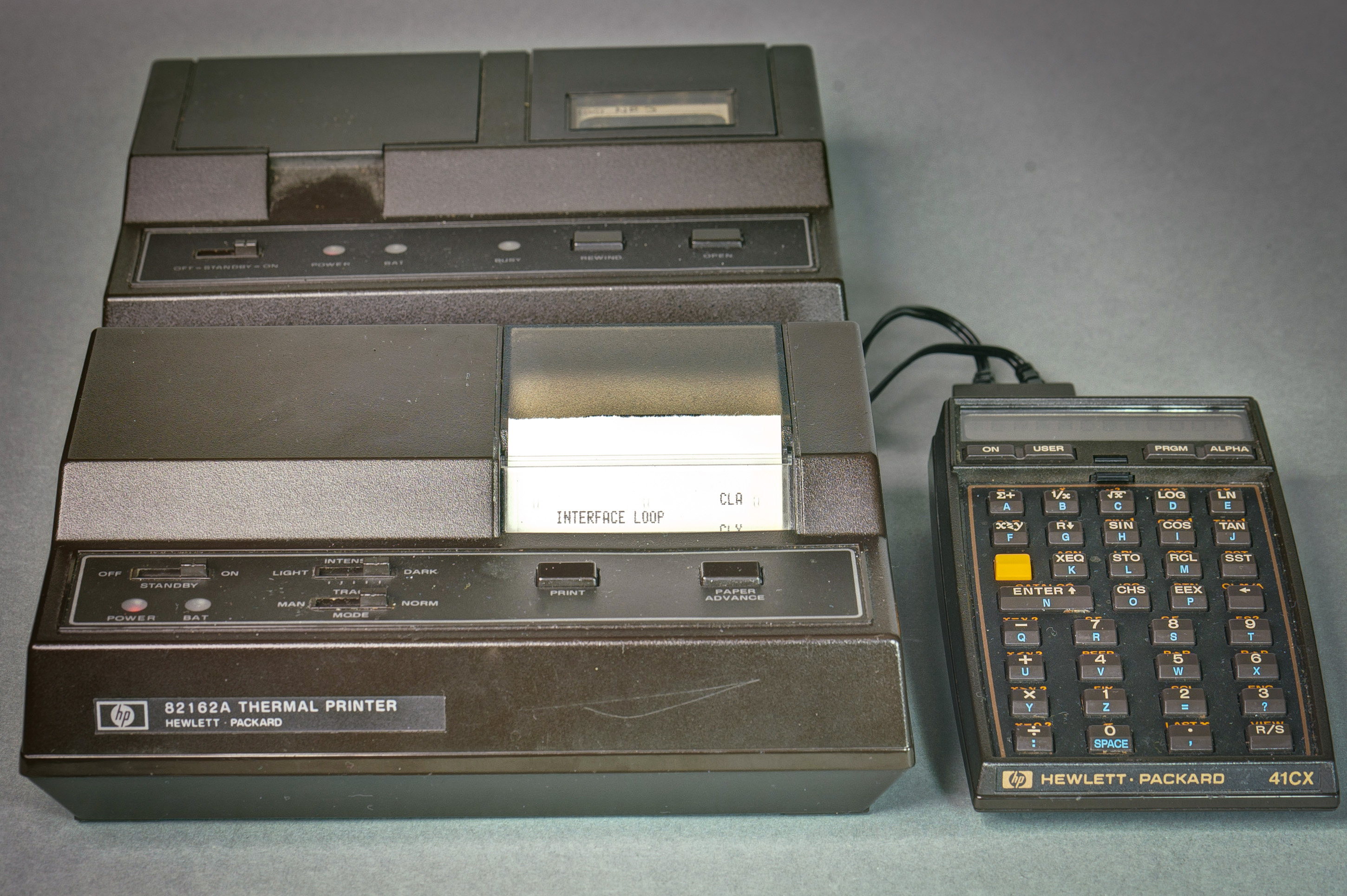
Ein programmierbarer Taschenrechner HP-41CX (rechts), der über HP-IL mit dem Thermodrucker HP82162A (links vorne) und dem Bandlaufwerk HP82161A verbunden ist.

Hewlett-Packard Interface Loop (HP-IL) ist ein von Hewlett-Packard Anfang der 1980er Jahre entwickeltes Bus-System bzw. eine einfache Netzwerk-Technologie mit definierter Schnittstelle für die Verbindung der hauseigenen Taschenrechner und Kleinstcomputer mit z. B. Peripheriegeräten. Zunächst für den programmierbaren HP-41C entworfen, wurde HP-IL später auch beim HP-71B und dem HP-75 eingesetzt. Die notwendige Treibersoftware befand sich entweder bereits im Rechner oder auf einem entsprechenden Erweiterungsmodul, das auch die Hardware der Schnittstelle enthielt. Zahlreiche Geräte wurden von HP und anderen Herstellern für HP-IL entwickelt, darunter Thermo- und Tintenstrahldrucker, Kassettenlaufwerke, Messgeräte, Videoausgänge etc.
Sehr beliebt war insbesondere das HP-Digitalkassettenlaufwerk (HP 82161A), denn es war Akku-betrieben und auf Kassetten, die denen von Diktiergeräten entsprachen, konnte in der gleichen Form wie auf Disketten oder Festplatten (also vollständig automatisch gesteuert) zugegriffen werden. Auf diesem Wege war es möglich vollständig autonom zu arbeiten und trotzdem (für damalige Verhältnisse) sehr große Datenmengen zu speichern. Auch Programme konnten dynamisch nachgeladen werden.
HP-IL verwendete eine Stromschleife, die alle Geräte miteinander verband und wieder am Ausgangsrechner endete. Sie erweiterte einfache Taschenrechner zu vollwertigen Computersystemen und kann als früher Vorläufer von USB angesehen werden.

## Geräte mit der HP-IL-Schnittstelle (Auswahl)

### Controller
- HP 82160A – HP-IL-Modul für den HP-41C
- HP 82973A – HP-IL-Schnittstelle für IBM PC und kompatibel mit ISA-Bus
- HP 82938A – Schnittstelle für Serie-80-Desktop-Computer/-Controller
- HP 82401A – HP-IL-Modul für HP-71B
- HP-75C/D
- HP-71B
- HP-110
- HP-150

### Schnittstellen
- HP 82164A – HP-IL-/RS-232C-Schnittstelle (seriell)
- HP 82165A – HP-IL-/GPIO-Schnittstelle (generischer Parallelausgang)
- HP 82166A – HP-IL-Konverter (kleinere Version der GPIO-Schnittstelle für Embedded-Anwendungen)
- HP 82166C – HP-IL Converter Prototyping Kit
- HP 82169A – HP-IL-/HPIB-Schnittstelle (bidirektional)
- HP 82985A – HP-IL/NTSC-Video (monochrom)

### Peripherie
- HP 9114A/B – Diskettenlaufwerk
- HP 82161A – Kassettenlaufwerk

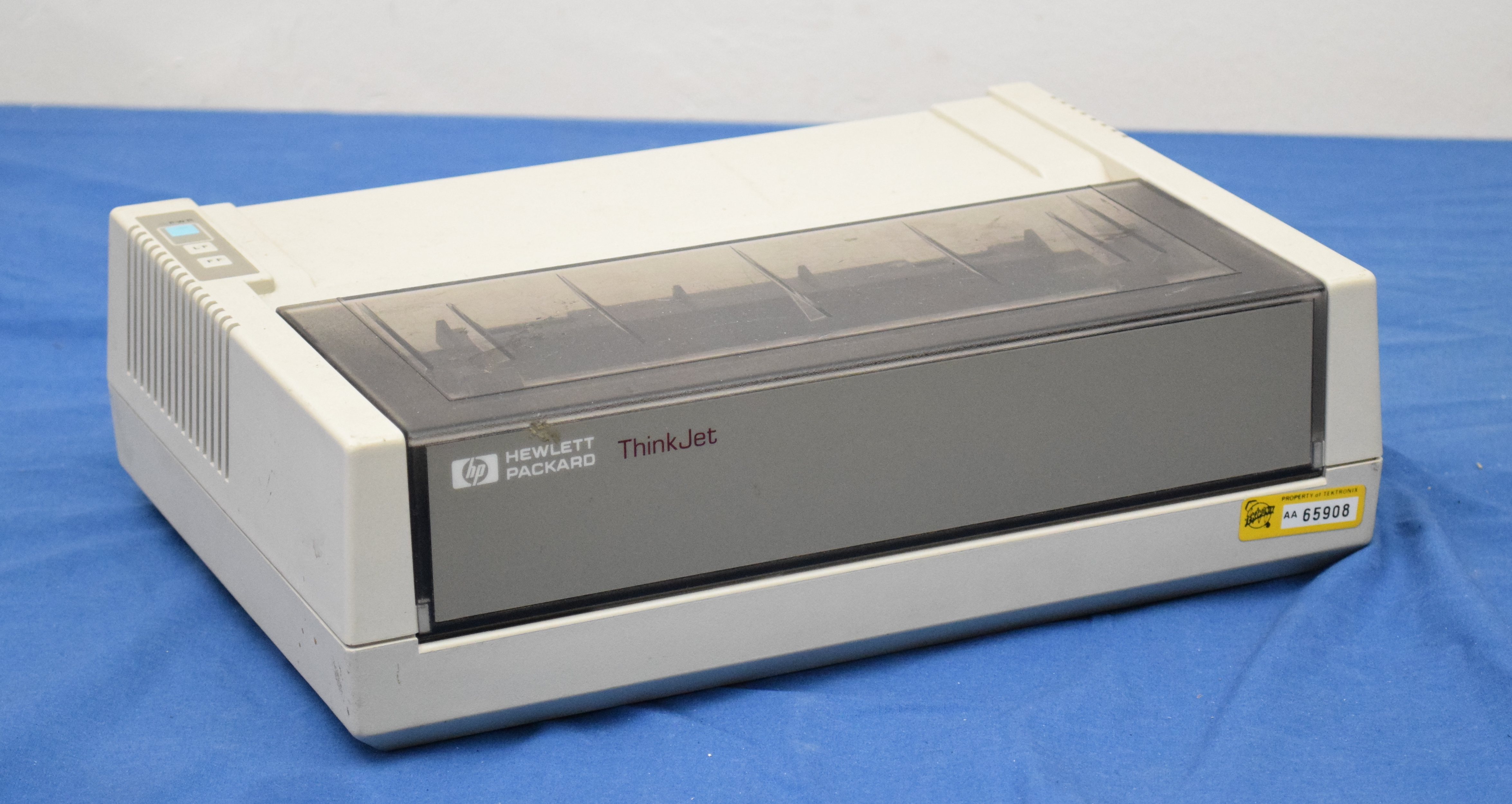
HP ThinkJet

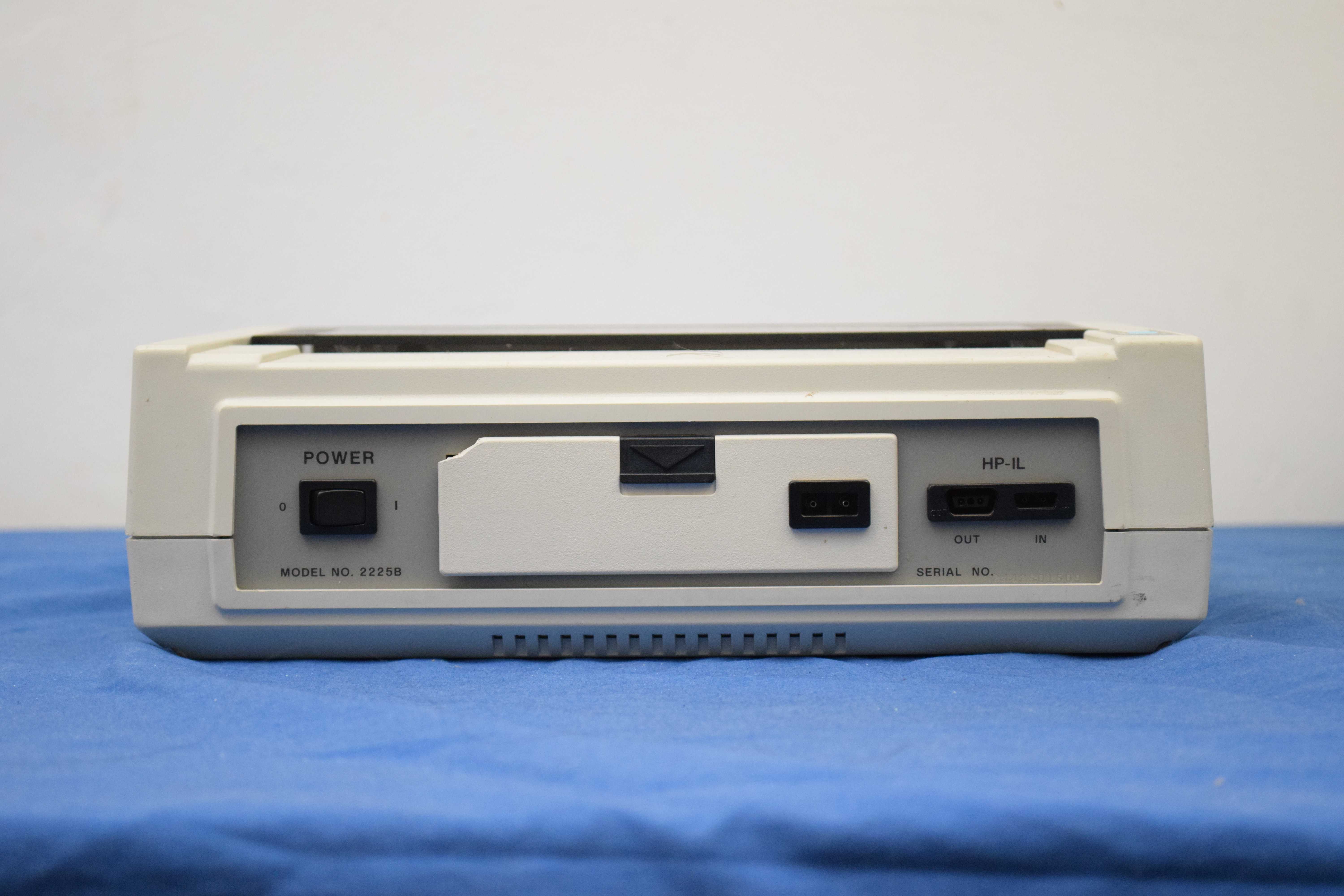
HP ThinkJet Rückansicht mit HP-IL-Schnittstelle

- HP 82162A – Thermo-Drucker (HP-IL Version des HP 82143A Druckers für den HP-41C)
- HP 82163A – Video-Schnittstelle
- HP 92198A – 80-Zeilen-Videoschnittstelle (Mountain Computer)
- HP 82168A, 92205M – Akustikkoppler (Modems)
- HP 82905A/B – Drucker
- HP 2225B – ThinkJet Drucker
- HP 7470A – Graphischer Plotter (Opt. 003 HPIL Schnittstelle)
- HP 2671A/G – Alphanumerischer, graphischer Thermo-Drucker

### Testinstrumente
- HP 1630 und HP1631 – Logikanalysatoren (Kann Schleifen-Controller sein)
- HP 3421A – Datenerfassungs-/Steuereinheit
- HP 3468A/B – Digital-Multimeter (HP-IL-Version des HP 3478A mit GPIB)
- HP 5384A und HP 5385A – Frequenzzähler, mit Option 003 (HP-IL)

### Software
- HP-IL-Entwickler-Modul (Einsteck-Applikations-ROM-Modul für HP-41C)
- HP 82183A – Erweitertes I/O-Modul

### Fremdhersteller
- FSI164A – HP-IL-/RS-232C-Schnittstelle
- Leitz IL-41 – Theodolit-Schnittstelle

## Bilder

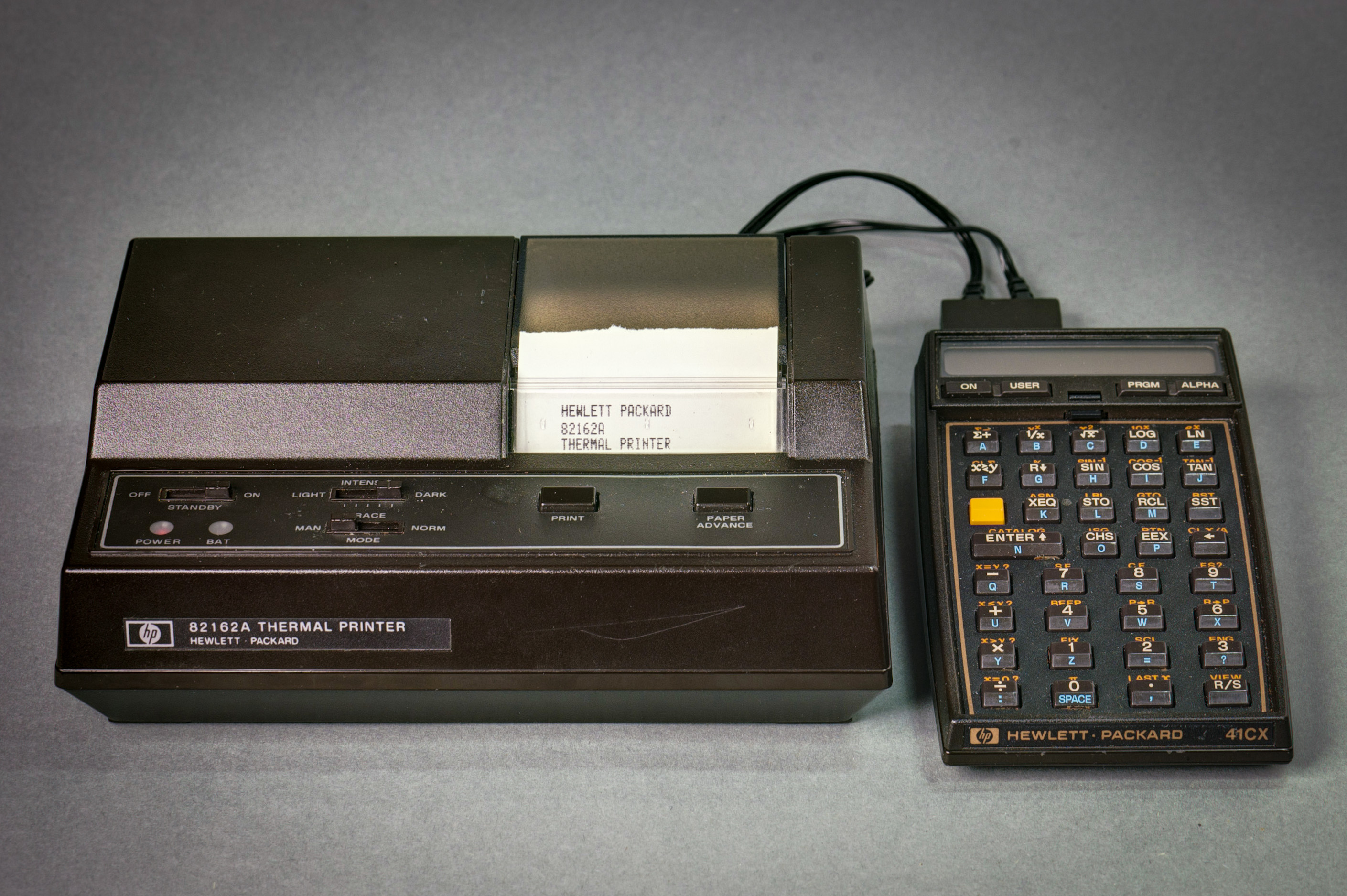
Thermodrucker HP82162A (mit HP-IL-Anschluss) und einem HP-41CX
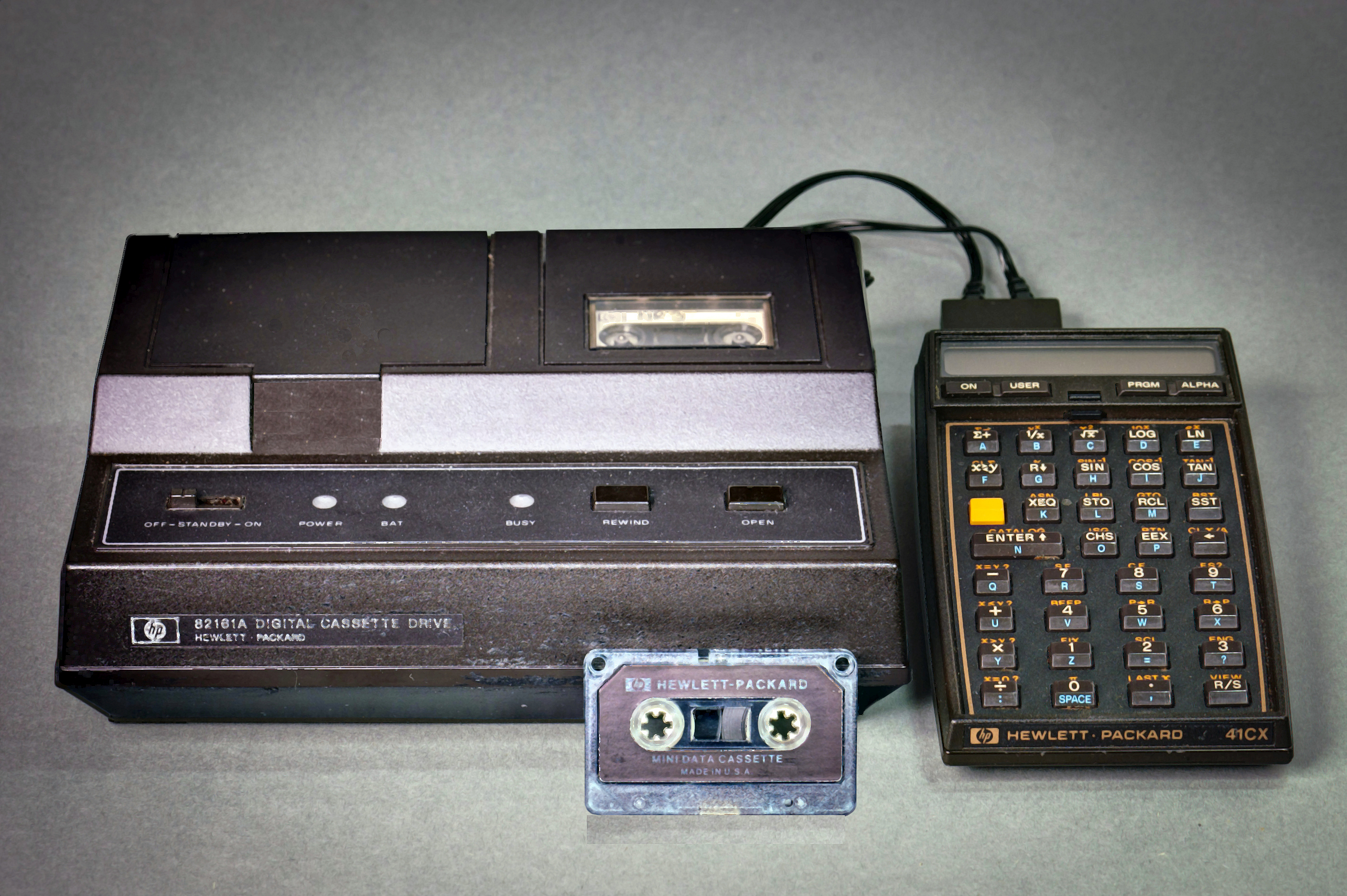
Bandlaufwerk HP82161A mit Datenkassette, über HP-IL mit HP-41CX verbunden
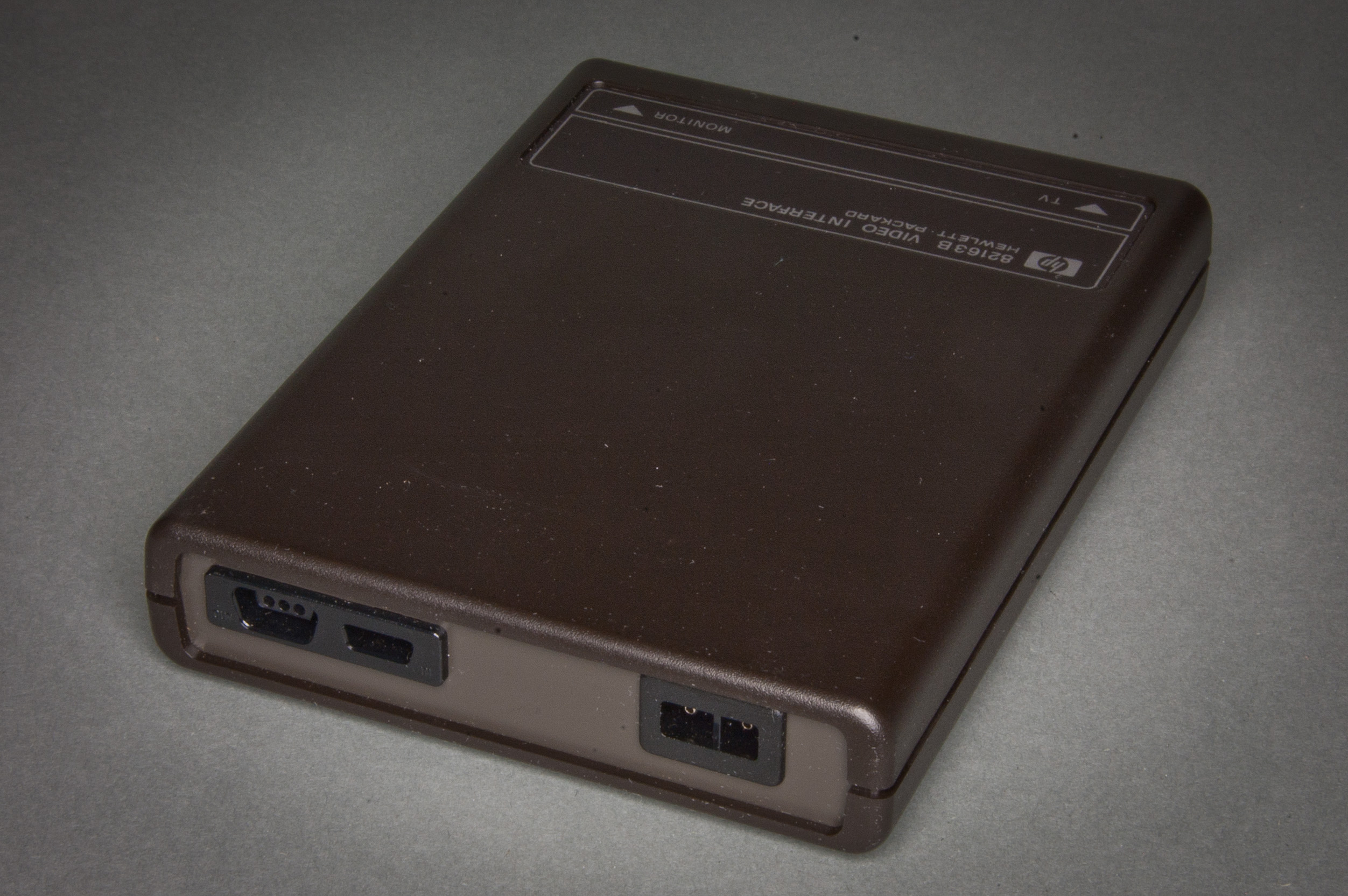
HP 82163B – Videointerface (mit HP-IL-Anschluss)